# Puccinia
Puccinia is een geslacht van schimmels dat behoort tot de roesten. Veel Puccinia-soorten zijn parasitair en tasten landbouwgewassen aan en zijn daardoor schadelijk.

## Levenscyclus
De levenscyclus van Puccinia graminis (zwarte roest) heeft vijf stadia, die op twee verschillende waardplanten doorlopen worden.
Op de graanplant vindt de vegetatieve fase (ongeslachtelijke fase) plaats en worden teleutosporen, basidiosporen en uredosporen gevormd en op de zuurbes (Berberis vulgaris) vindt de generatieve fase (geslachtelijke fase) plaats, waarbij spermatiën en aecidiosporen gevormd worden. De teleutospore is de dikwandige, gekleurde rustspore, die in de loop van het seizoen gevormd wordt in het telium (vruchtlichaam). Het telium wordt net voor het afsterven van de waardplant gevormd. De gesteelde teleutospore is tweecellig en heterothallisch. In het voorjaar kiemt de teleutospore en vormt een basidium, waarop de basidiospore gevormd wordt. De basidiospore infecteert de waardplant en vormt daar een spermogonium met spermatiën en receptieve hyfen. Na bevruchting van een receptieve hyfe van het spermogonium door een spermatium met een ander paringstype wordt een aecium met haploïde-dikaryotische aecidiosporen gevormd. De aecidiospore kiemt op de graanplant, waarna een uredinium gevormd wordt. Het uredinium vormt uredosporen, die vervolgens weer een uredinium vormen. Later in het seizoen vormt ten slotte een uredinium teleutosporen, doordat het overgaat in een telium.
Doordat de generatieve fase zich op de zuurbes afspeelt, vindt hier ook de genetische uitwisseling plaats. Daardoor kunnen er gemakkelijk nieuwe fysio's gevormd worden.

## Soorten
Enkele schadelijke soorten zijn (gesorteerd op wetenschappelijke naam):
| Wetenchappelijke naam              | NL naam                         | Waardplant                                                                                    |
| ---------------------------------- | ------------------------------- | --------------------------------------------------------------------------------------------- |
| Puccinia acetosae                  | Tweecellige veldzuringroest     | tast zuring (Rumex) aan, zoals Schapenzuring (Rumex acetosella) en Veldzuring (Rumex acetosa) |
| Puccinia adoxae                    | Eenkennige muskuskruidroest     | tast muskuskruid aan                                                                          |
| Puccinia aegopodii                 | Zevenbladroest                  | tast zevenblad aan                                                                            |
| Puccinia allii                     | Lookroest                       | tast Allium-soorten aan, zoals prei                                                           |
| Puccinia angelicae                 | Schermbloemenroest              | tast Angelica-soorten aan                                                                     |
| Puccinia annularis                 | Valse-salieroest                | tast planten uit de lipbloemenfamilie aan                                                     |
| Puccinia antirrhini                | Leeuwenbekroest                 | tast leeuwenbek aan                                                                           |
| Puccinia apii                      | Selderijroest                   | tast Apium-soorten, waaronder selderij, aan                                                   |
| Puccinia arenariae                 | Anjerfamilieroest               | tast verschillende planten uit de Anjerfamilie aan                                            |
| Puccinia argentata                 | Muskuskruid-springzaadroest     | tast muskuskruid en springzaad aan                                                            |
| Puccinia asarina                   | Mansoorroest                    | tast Asarum-soorten aan                                                                       |
| Puccinia asparagi                  | Aspergeroest                    | tast asperge aan                                                                              |
| Puccinia behenis                   | Tweecellige sileneroest         | tast soorten uit de anjerfamilie aan.                                                         |
| Puccinia betonicae                 | Betonieroest                    | tast Stachys-soorten aan                                                                      |
| Puccinia bistortae                 | Naakte adderwortelroest         | tast gewone engelwortel, Franse aardkastanje, adderwortel en knolduizendknoop aan             |
| Puccinia brachypodii               | Kortsteelroest                  | tast Berberis-soorten en verschillende grassoorten aan                                        |
| Puccinia bulbocastani              | Aardkastanjeroest               | tast aardkastanje aan                                                                         |
| Puccinia calcitrapae               | Distelroest                     | tast Arctium en andere geslachten zoals Cirsium, Carlina en Carthamus aan                     |
| Puccinia caricina                  | Ribes-Zeggeroest                | tast ribes, zegge en verschillende andere plantensoorten aan                                  |
| Puccinia chaerophylli              | Ribzaadroest                    | tast Apiaceae-soorten aan                                                                     |
| Puccinia cicutae                   | waterscheerlingroest            | tast waterscheerling aan                                                                      |
| Puccinia circaeae                  | Tweecellige heksenkruidroest    | tast Circaea-soorten, zoals groot heksenkruid aan                                             |
| Puccinia cnici                     | Vederdistelroest                | tast Cirsium-soort aan                                                                        |
| Puccinia coni                      | scheerlingroest                 | tast gevlekte scheerling aan                                                                  |
| Puccinia convolvuli                | Winderoest                      | tast winde aan, zoals akkerwinde en haagwinde                                                 |
| Puccinia coronata f. avenae        | Kroonroest                      | tast haver aan                                                                                |
| Puccinia commutata                 | Tweecellige valeriaanroest      | tast valeriaan aan                                                                            |
| Puccinia cyani                     | Korenbloemroest                 | tast Centaurie-soorten aan                                                                    |
| Puccinia dioicae                   | Composieten-zeggeroest          | tast verschillende planten uit de Composietenfamilie aan                                      |
| Puccinia difformis                 | Kleefkruidroest                 | tast walstro-soorten aan                                                                      |
| Puccinia distincta                 | Madeliefjesroest                | tast madeliefje aan                                                                           |
| Puccinia elymi                     | Helmroest                       | tast ruit, helm en zandhaver aan                                                              |
| Puccinia festucae                  | Zwenkgrasroest                  | tast kamperfoelie en Festuca-soorten aan                                                      |
| Puccinia galii-verni               | Eenvoudige walstroroest         | tast Cruciata en Galium-soorten aan.                                                          |
| Puccinia glechomatis               | Hondsdrafroest                  | tast Glechoma-soorten, waaronder hondsdraf, aan                                               |
| Puccinia glomerata                 | Kruiskruidroest                 | tast kruiskruid aan                                                                           |
| Puccinia graminis                  | Zwarte roest                    | tast zuurbes en verschillende grassen (Avena, Dactylis, Lolium, Poa, Secale, Triticum) aan    |
| Puccinia heraclei                  | Berenklauwroest                 | tast berenklauw aan                                                                           |
| Puccinia hieracii                  | Cichoreiroest                   | tast verschillende planten behorend tot de onderfamilie Cichorioideae aan                     |
| Puccinia hordei                    | Dwergroest                      | tast gerst en een aantal grassoorten aan                                                      |
| Puccinia horiana                   | Japanse roest                   | tast chrysanten aan                                                                           |
| Puccinia hydrocotyles              | Waternavelroest                 | tast waternavel aan                                                                           |
| Puccinia hysterium                 | Morgensterroest                 | tast morgenster aan                                                                           |
| Puccinia iridis                    | Irisroest                       | tast brandnetel, echte valeriaan en lis aan                                                   |
| Puccinia komarovii                 | Klein-springzaadroest           | tast springzaad aan                                                                           |
| Puccinia lagenophorae              | Australische composietenroest   | tast glanzend kruiskruid en klein kruiskruid aan                                              |
| Puccinia lapsanae                  | Akkerkoolroest                  | tast Lapsana-soorten aan                                                                      |
| Puccinia liliacearum               | Vogelmelkroest                  | tast Ornithogalum-soorten, zoals vogelmelk aan                                                |
| Puccinia magnusiana                | Boterbloem-rietroest            | tast boterbloemen en grassen in de geslachtengroep Arundineae aan                             |
| Puccinia malvacearum               | Kaasjeskruidroest               | tast verschillende planten aan waaronder Kaasjeskruid                                         |
| Puccinia menthae                   | Muntroest                       | tast munt aan                                                                                 |
| Puccinia moliniae                  | Pijpenstrootjesroest            | tast brunel, wilde weit en pijpenstrootje aan                                                 |
| Puccinia morthieri                 | Tweecellige geraniumroest       | tast Geranium-soorten aan                                                                     |
| Puccinia nitida                    | Hondspeterselieroest            | tast hondspeterselie en dille aan                                                             |
| Puccinia opizii                    | Sla-zeggeroest                  | tast aan sla, muursla, melkdistel en zegge aan                                                |
| Puccinia obscura                   | Madeliefjes-veldbiesroest       | tast madeliefje en veldbies aan                                                               |
| Puccinia oxalidis                  | Klaverzuringroest               | tast Berberis-soorten en klaverzuringsoorten aan                                              |
| Puccinia pelargonii-zonalis        | Pelargoniumroest                | tast Pelargonium-soorten aan                                                                  |
| Puccinia phragmitis                | Zuring-rietroest                | tast onder meer riet, rabarber en zuring aan                                                  |
| Puccinia poae-nemoralis            | Bruine-vlekkenroest             | tast verschillende grassoorten, zoals veldbeemdgras, straatgras en ruw beemdgras aan          |
| Puccinia poarum                    | Klein hoefblad-beemdgrasroest   | tast verschillende gaassoorten, zoals veldbeemdgras aan en klein hoefblad                     |
| Puccinia polygoni-amphibii         | Ooievaarsbek-veenwortelroest    | tast Geranium, Fallopia, Persicaria en Polygonum aan                                          |
| Puccinia punctata                  | Veelvormige walstroroest        | tast Galium-soorten aan                                                                       |
| Puccinia praecox                   | Streepzaadroest                 | test streepzaad aan                                                                           |
| Puccinia primulae                  | Sleutelbloemroest               | tast sleutelbloem aan                                                                         |
| Puccinia pulverulenta              | Veelvormige basterdwederikroest | tast basterdwederik aan                                                                       |
| Puccinia pygmaea                   | Duinrietroest                   | tast berberissen (Berberis) en grassen uit Aveneae en Poeae aan                               |
| Puccinia recondita                 | Bruine roest                    | tast verschillende planten aan                                                                |
| Puccinia recondita f.sp. triticina | Bruine roest                    | tast gewone tarwe en rogge aan                                                                |
| Puccinia ribis                     | Ribesroest                      | tast Ribes-soorten aan                                                                        |
| Puccinia sessilis                  | Rietgrasroest                   | tast verschillende planten, zoals gevlekte aronskelk en daslook aan                           |
| Puccinia sorghi                    | Maïsroest                       | tast maïs en klaverzuring aan                                                                 |
| Puccinia striiformis               | Streeproest                     | tast granen als grassen aan, zoals gewone tarwe, aan                                          |
| Puccinia suaveolens                | Akkerdistelroest                | tast akkerdistel en akkermelkdistel aan                                                       |
| Puccinia tanaceti                  | Boerenwormkruidroest            | tast verschillende planten, waaronder boerenwormkruid, aan                                    |
| Puccinia thaliae                   | Cannaroest                      | tast Canna-soorten aan                                                                        |
| Puccinia thlaspeos                 | Boerenkersroest                 | tast boerenkers, scheefkelk en wede aan                                                       |
| Puccinia urticata                  | Brandnetelroest                 | tast Urtica-soorten aan                                                                       |
| Puccinia variabilis                | Paardenbloemroest               | tast Taraxacum-soorten aan                                                                    |
| Puccinia vincae                    | Grote-maagdenpalmroest          | tast Vinca-soorten aan                                                                        |
| Puccinia violae                    | Viooltjesroest                  | tast Viola-soorten aan                                                                        |
| Puccinia vulpinae                  | Voszeggeroest                   | tast Achillea, Tanacetum en Carex-soorten aan                                                 |

Verder komen in Nederland voor:
- Puccinia longissima (Vetkruid-fakkelgrasroest), status: niet bekend
- Puccinia scirpi (Watergentiaan-mattenbiesroest), status: niet bekend